# Acanthonotozomella barnardi
Acanthonotozomella barnardi is een vlokreeftensoort uit de familie van de Acanthonotozomellidae. De wetenschappelijke naam van de soort is voor het eerst geldig gepubliceerd in 1980 door Watling & Holman.